# Mr. Barnes of New York (film 1922)
Mr. Barnes of New York  è un film muto del 1922 diretto da Victor Schertzinger. È il remake di Mr. Barnes of New York, un film del 1914 diretto da Maurice Costello e Robert Gaillard. Prodotto dalla Goldwyn Pictures Corporation, il film - ambientato in Francia - aveva come interpreti Tom Moore, Anna Lehr, Louis Willoughby. Vi appare anche Ramón Novarro sotto il nome di Ramon Samaniego.
Il soggetto è tratto dal romanzo omonimo di Archibald Clavering Gunter che venne pubblicato nel 1887. Il libro vendette tre milioni di copie e ne fu tratto anche un lavoro teatrale.

## Trama

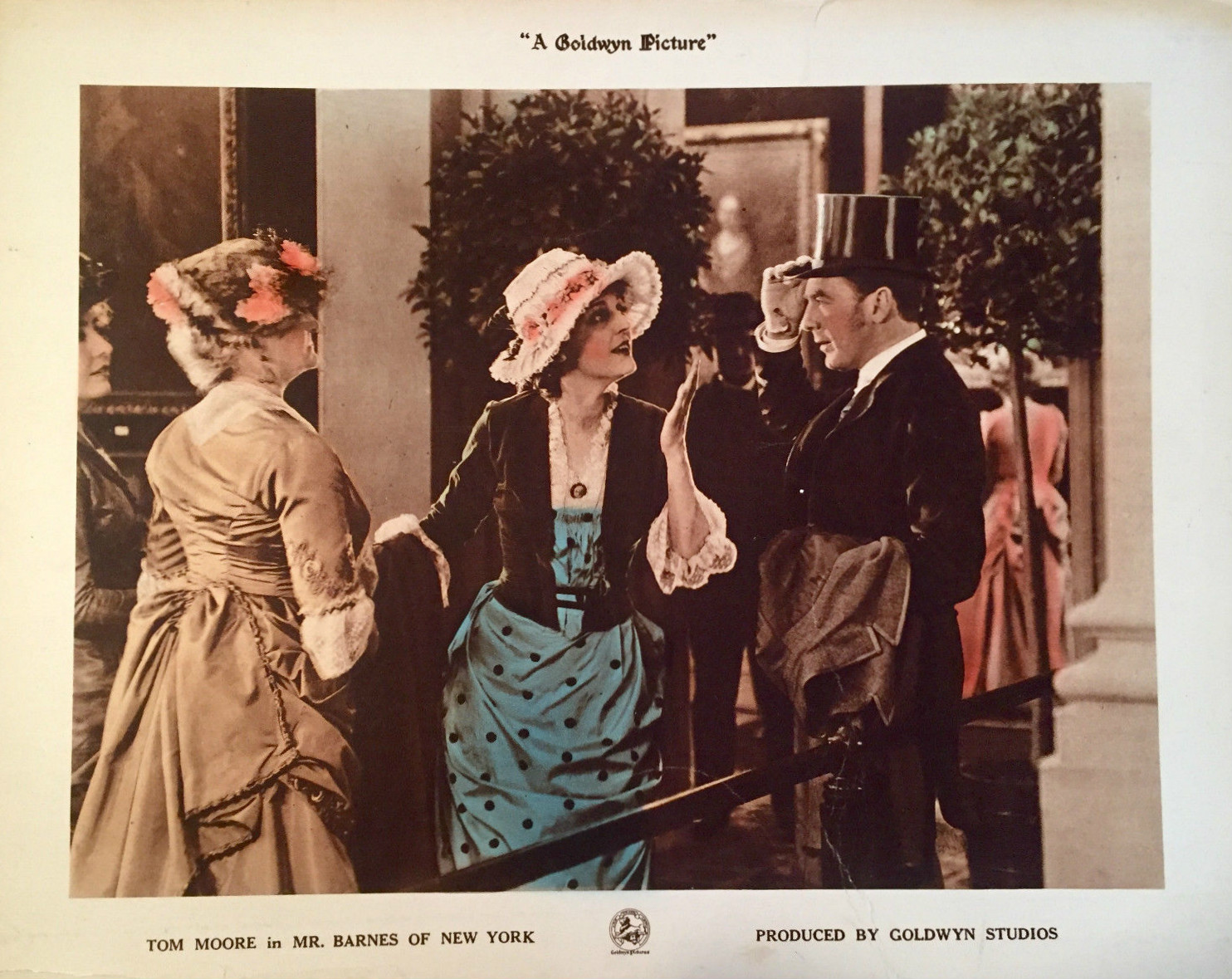

Il signor Barnes, un newyorkese che si trova in vacanza in Corsica, è testimone di un duello tra un ufficiale di marina britannico e il corso Paoli, che resta ucciso nello scontro. Marina, la sorella di Paoli, giura di vendicare il fratello ma l'unico indizio che ha dell'assassino è il nome "Gerard Anstruther" inciso sulla sua pistola. A Parigi, Barnes riconosce la scena del duello in un quadro esposto in una galleria d'arte. In seguito, Barnes incontra Enid Anstruther, una giovane inglese che ammira il dipinto e la segue quando lei parte per Nizza. Nella città della Costa Azzurra, Barnes scopre che Gerard, che dovrebbe essere l'assassino di Paoli, vuole sposare Marina. Il tutore della ragazza, il conte Danella, pianifica quel matrimonio, rivelandole solo in seguito che il marito è l'uomo che le ha ucciso il fratello. Ma Barnes riesce a dimostrare che Gerard è innocente: avrebbe solo prestato la propria pistola a un commilitone, un ufficiale che in seguito aveva confessato l'uccisione di Paoli. Il conte, sconfitto nelle sue manovre, viene ucciso da uno che lo scambia per Gerard e i due innamorati sono felicemente riuniti.

## Produzione
La lavorazione del film, che fu prodotto dalla Goldwyn Pictures Corporation, terminò nel dicembre 1920.

## Distribuzione
Il copyright del film, richiesto dalla Goldwyn Pictures Corp., fu registrato il 16 aprile 1922 con il numero LP17762. Distribuito dalla Goldwyn Pictures Corporation, il film uscì nelle sale cinematografiche statunitensi nel maggio 1922.
Copia completa della pellicola si trova conservata negli archivi del George Eastman House di Rochester.